# Serpocaulon adnatum
Serpocaulon adnatum là một loài thực vật có mạch trong họ Polypodiaceae. Loài này được (Kunze ex Klotzsch) A.R. Sm. mô tả khoa học đầu tiên năm 2006.